# Moribaetis mimbresaurus
Moribaetis mimbresaurus is een haft uit de familie Baetidae. De wetenschappelijke naam van de soort is voor het eerst geldig gepubliceerd in 2007 door McCafferty.
De soort komt voor in het Neotropisch gebied.